# Peltapteris tripartita
Peltapteris tripartita là một loài thực vật có mạch trong họ Lomariopsidaceae. Loài này được (Hook. & Grev.) C.V. Morton mô tả khoa học đầu tiên năm 1955.